# カツペル・スモリンスキ
カツペル・スモリンスキ（Kacper Smolinski 、2001年2月7日 - ）は、ポーランド・ポリツェ出身のプロサッカー選手。ポゴニ・シュチェチン所属。ポジションは、ミッドフィールダー。